# The Kyiv Independent
The Kyiv Independent is een Oekraïense Engelstalige online krant, opgericht in 2021 door voormalige medewerkers van de Kyiv Post. Naast de online krant is The Kyiv Independent ook actief op X, Reddit en YouTube. De krant is het grootste Engelstalige nieuwsmedium in Oekraïne.

## Prijs
In september 2022 kregen zeven Oekraïense mediabedrijven, waaronder The Kyiv Independent, van het International Press Institute de 2022 Free Media Pioneer-prijs voor "moed, kwalitatieve verslaggeving en standvastige inzet in het dienen van lokale gemeenschappen".